# Philharmostes girardi
Philharmostes girardi är en skalbaggsart som beskrevs av Renaud Maurice Adrien Paulian 1993. Philharmostes girardi ingår i släktet Philharmostes och familjen Hybosoridae. Inga underarter finns listade i Catalogue of Life.